# Haplochernes boncicus
Espèce
Synonymes
- Chelifer boncicus Karsch, 1881
- Chelifer nipponicus Kishida, 1927
- Haplochernes hagai Morikawa, 1953

Haplochernes boncicus est une espèce de pseudoscorpions de la famille des Chernetidae.

## Distribution
Cette espèce est endémique du Japon.

## Description
Les mâles mesurent de 2,21 à 3,04 mm et les femelles de 2,25 à 3,15 mm.

## Publication originale
- Karsch, 1881 : Diagnoses Arachnoidarum Japoniae. Berliner Entomologische Zeitschrift, vol. 25, p. 35-40 (texte intégral).